# Jewel Cave National Monument

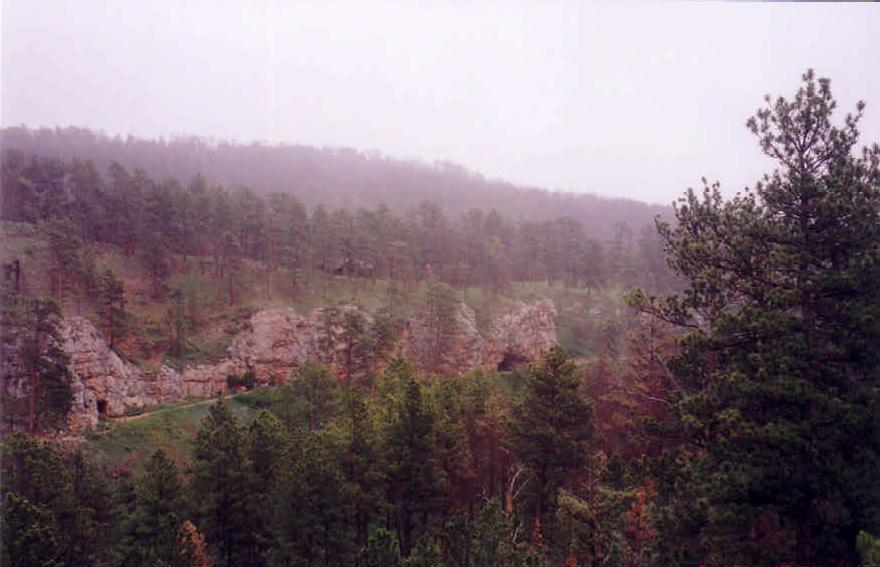
Jewel Cave National Monument

Jewel Cave National Monument – amerykański pomnik narodowy, znajdujący się w stanie Dakota Południowa w łańcuchu górskim Black Hills. Obejmuje ochroną jaskinię Jewel Cave, drugą co do długości jaskinię na świecie.
Park został ustanowiony decyzją prezydenta Theodore'a Roosevelta 7 lutego 1908 roku. Obecnie zajmuje powierzchnię 5,15 km² i jak wiele innych pomników narodowych zarządzany jest przez National Park Service.